# Nauviale
Nauviale (okzitanisch: Nòuviala) ist eine französische Gemeinde im Département Aveyron in der Region Okzitanien mit 591 Einwohnern (Stand: 1. Januar 2022). Sie gehört zum Arrondissement Rodez und zum Kanton Vallon. Die Einwohner werden Nauvialois genannt.

## Geographie
Nauviale liegt im Weinbaugebiet Marcillac, Teil der Weinbauregion Sud-Ouest, am Fluss Dourdou de Conques, in den hier der Créneau mündet. Umgeben wird Nauviale von den Nachbargemeinden Saint-Cyprien-sur-Dourdou im Westen und Norden, Pruines im Nordosten und Osten, Mouret im Osten und Südosten, Marcillac-Vallon im Südosten und Süden sowie Saint-Christophe-Vallon im Süden und Südwesten.
Durch die Gemeinde verläuft die früheren Route nationale 601 (heutige D901).

## Bevölkerungsentwicklung
| 1962                       | 1968 | 1975 | 1982 | 1990 | 1999 | 2006 | 2012 | 2019 |
| -------------------------- | ---- | ---- | ---- | ---- | ---- | ---- | ---- | ---- |
| 568                        | 526  | 520  | 502  | 465  | 454  | 530  | 536  | 584  |
| Quellen: Cassini und INSEE |      |      |      |      |      |      |      |      |

## Sehenswürdigkeiten
- Kirche Saint-Martin
- Rathaus
- Kapelle Notre-Dame-de-la-Salette
- Kirche Saint-Antonin im Ortsteil Combret

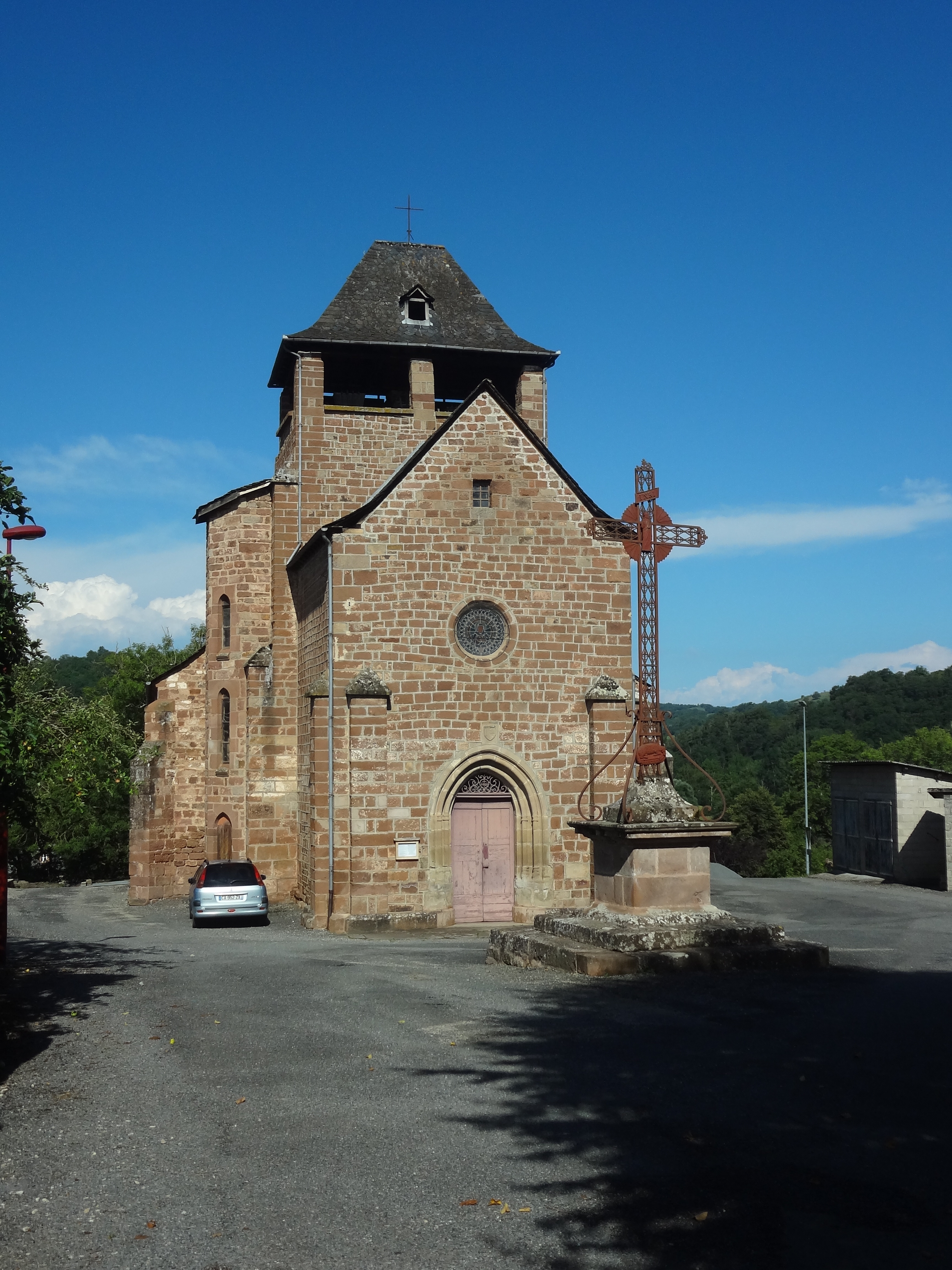
Kirche Saint-Martin
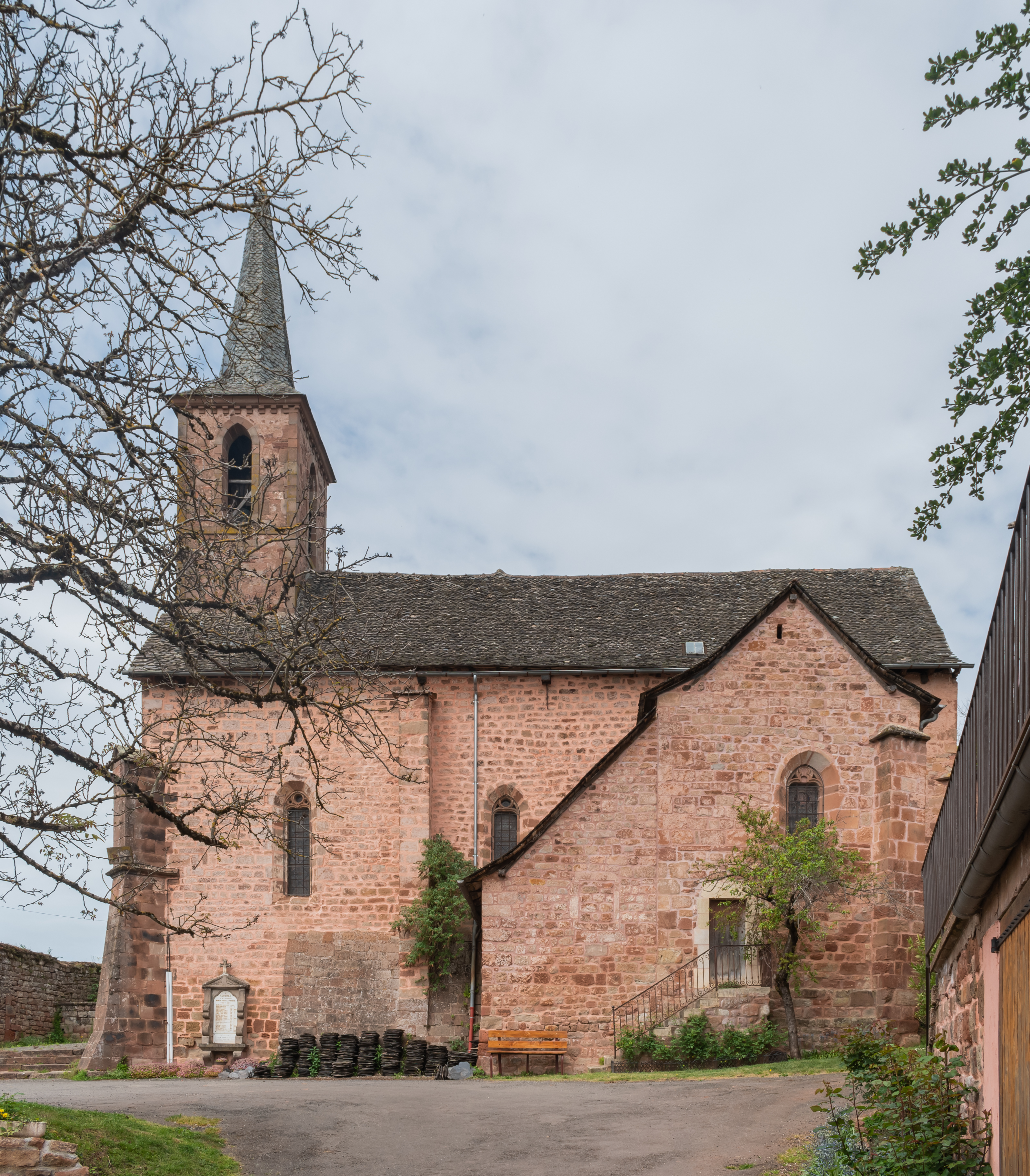
Kirche Saint-Antonin in Combret